# 吴撷英
吴撷英（Template:1937）男，籍贯不详，中华人民共和国及新加坡法学家。

## 生平
1980年代，吴撷英曾任教于北京大学。比如1985年甘超英便师从吴撷英攻读宪法与行政法专业硕士学位。后来，吴撷英赴新加坡，曾任新加坡东亚政治经济研究所中国法律问题专家，后来担任新加坡卡达及黄律师馆的中国法律事务顾问。1996年9月16日，新加坡卡达及黄律师馆的中国法律事务顾问吴撷英与香港胜达法律顾问公司顾问、中国法律（香港）专业协会主席郑琴渊女士共同来到南京大学法学院进行演讲。2002年12月，新加坡卡达及黄律师馆的中国法律事务顾问吴撷英曾接待到新加坡访问的南京市司法局 “城市法制建设”考察团。

## 著作
- 龚祥瑞、罗豪才、吴撷英，西方国家的司法制度，北京大学出版社，1980年
- 罗豪才、吴撷英，资本主义国家的宪法和政治制度，北京大学出版社，1983年
- 吴撷英，最新中国房地产法规案例解读，明报出版社有限公司，1999年